# Parigi-Troyes 2016
La Parigi-Troyes 2016, cinquantottesima edizione della corsa, valida come evento dell'UCI Europe Tour 2016 categoria 1.2, si svolse il 13 marzo 2016 su un percorso totale di circa 168,5 km, con partenza da Nogent-sur-Seine ed arrivo a Troyes. Fu vinta dal francese Rudy Barbier che terminò la gara in 4h18'15", alla media di 39,03 km/h, davanti al belga Baptiste Planckaert e al francese Pierre Barbier.
Al traguardo 114 ciclisti, su 171 partiti, portarono a termine la competizione.

## Ordine d'arrivo (Top 10)
| Pos. | Corridore           | Squadra     | Tempo    |
| ---- | ------------------- | ----------- | -------- |
| 1    | Rudy Barbier        | Roubaix-LM  | 4h18'15" |
| 2    | Baptiste Planckaert | Wallonie    | s.t.     |
| 3    | Pierre Barbier      | VC Rouen 76 | s.t.     |
| 4    | Félix Pouilly       | Roubaix-LM  | s.t.     |
| 5    | Alexis Bodiot       | Armee de T. | s.t.     |
| 6    | Romain Feillu       | Auber       | s.t.     |
| 7    | Christophe Noppe    | EFC-Etixx   | s.t.     |
| 8    | Corentin Ermenault  | C.C. Nogent | s.t.     |
| 9    | Aritz Bagües        | Euskadi     | s.t.     |
| 10   | Julien Stassen      | Wallonie    | s.t.     |